# Maslama ibn Hišām
Maslama ibn Hicham ibn Abd al-Malik (en arabe : مسلمة بن هشام بن عبد الملك), aussi connu par son kunya Abu Shakir, est un général omeyyade actif dans la première moitié du VIIIe siècle. 
Il est notamment connu pour avoir conquis certaines régions de la Cappadoce, notamment la cité d’Ancyre en 739, marquant l’avancée la plus occidentale des conquêtes musulmanes en Anatolie. Fils du calife Hicham qui succède à son frère Yazīd II en 724, il est un temps son favori pour lui succéder, aux dépens du futur Al-Walīd II, son cousin et fils de Yazid. Finalement, c’est bien ce dernier qui accède au pouvoir suprême, ce qui n’empêche pas Maslama d’en être un proche conseiller. Il le défend notamment contre les tentatives de son frère de le renverser, vers 743. Par la suite, son sort est inconnu. Il est possible qu’il ait été une victime du massacre des Omeyyades par les Abbassides quand ceux-ci s’emparent du califat en 750. 

## Jeunes années
Maslama est un fils du calife Hicham Abd al-Malik, qui règne de 724 à 743 et de sa femme, Umm Hakim, fille de Yahya ibn al-Hakam, gouverneur de Médine. Maslama épouse Umm Salama bint Ya'qub ibn Salama, qui appartient au clan aristocratique des Banû-Makhzoum et descendante d'un frère de Khalid ibn al-Walid. 
Quand il arrive au pouvoir, Hicham tente de garantir à Maslama la place d'héritier, au détriment du fils de son prédécesseur, le futur al-Walid II, qui est également son neveu. Toutefois, ce dernier refuse de se soumettre à cette décision et de faire allégeance à Maslama. En réaction, Hicham essaie de saper la position d'al-Walid et de coaliser suffisamment de soutiens en faveur de Maslama. Il est notamment soutenu par le prestigieux général Maslama ben Abd al-Malik ou encore Hisham ibn Isma'il al-Makhzumi, un ancien gouverneur de Médine. La mère de Maslama, Umm Hakim, fait également pression en faveur de son fils. Toutefois, d'autres personnalités s'opposent à Maslama, dont le gouverneur de l'Irak, Khalid al-Qasri, que Maslama n'hésite pas à agonir d'insultes. La mort de Maslama ben Abd al-Malik est un coup dur pour Hicham, puisqu'il est son principal partisan.

## Carrière sous Hicham
Malgré ces conflits successoraux, Maslama et al-Walid entretiennent de bonnes relations et s'avèrent même des compagnons de boisson, au grand dam d'Hicham, qui blâme le mode de vie d'al-Walid, qu'il estime dissolu. Hicham réagit en critiquant Maslama et en l'obligeant à participer aux prières du vendredi. Selon le chroniqueur Al-Mada'ini, Maslama finit par revenir à une vie bien plus religieuse. Il est notamment parrainé, avec d'autres de ses frères, par l'un des grands érudits de son temps, Al-Zuhri. Hicham finit par le nommer à la tête du hajj, le pèlerinage vers La Mecque, en novembre 737. Au cours de ce voyage, il distribue d'importantes sommes d'argent aux habitants de La Mecque et Médine.
Maslama s'illustre aussi militairement, en menant l'expédition contre l'Empire byzantin en 739. Il parvient notamment à prendre le contrôle des habitats troglodytiques du sud de la Cappadoce et à s'emparer de la cité d'Ancyre (aujourd'hui Ankara). Alors que la frontière se stabilise entre les Byzantins et le califat, ces éphémères conquêtes sont parmi les plus occidentales accomplies par les Musulmans dans la région. L'année suivante, il est également impliqué dans une grande expédition menée par les Omeyyades contre les Byzantins. Le gros de l'armée est dirigée par l'un de ses frères, Suleyman et Maslama commande peut-être un corps d'armée plus réduit. Toutefois, l'armée de Suleyman est vaincue par Léon III l'Isaurien lors de la bataille d'Akroinon, l'une des premiers succès des Byzantins au cours d'une bataille rangée depuis des décennies.

## Dernières années
En février 743, Hicham meurt et Maslama dirige les cérémonies funéraires. Al-Walid lui succède et ordonne immédiatement l'arrestations des fils d'Hicham à Resafa, à l'exception de Maslama et de sa famille, en raison de l'amitié qui les lie. Les poèmes d'al-Isfahani souligne cette mansuétude. Malgré cette protection califale, rien n'est connu de la suite de la biographie de Maslama. Selon l'historien Clifford Edmund Bosworth, il pourrait avoir été exécuté par les Abbassides quand ils prennent le pouvoir et massacrent les Omeyyades en 750.

## Sources
- (en) Khalid Yahya Blankinship, The End of the Jihâd State: The Reign of Hishām ibn ʻAbd al-Malik and the Collapse of the Umayyads, Albany, New York: State University of New York Press, 1994 (ISBN 978-0-7914-1827-7)
- (en) Carole Hillenbrand, The History of al-Ṭabarī, Volume XXVI: The Waning of the Umayyad Caliphate: Prelude to Revolution, A.D. 738–744/A.H. 121–126, SUNY Series in Near Eastern Studies. Albany, New York: State University of New York Press, 1989 (ISBN 978-0-88706-810-2)